# Vittorio Orlandi
Vittorio Orlandi, född den 8 september 1938 i Rom i Italien, är en italiensk ryttare.
Han tog OS-brons i lagtävlingen i hoppning i samband med de olympiska ridsporttävlingarna 1972 i München.